# Nattkrokus
Crocus tournefortii är en irisväxtart som beskrevs av Jacques Étienne Gay. Crocus tournefortii ingår i släktet krokusar, och familjen irisväxter. Inga underarter finns listade i Catalogue of Life.

## Bildgalleri

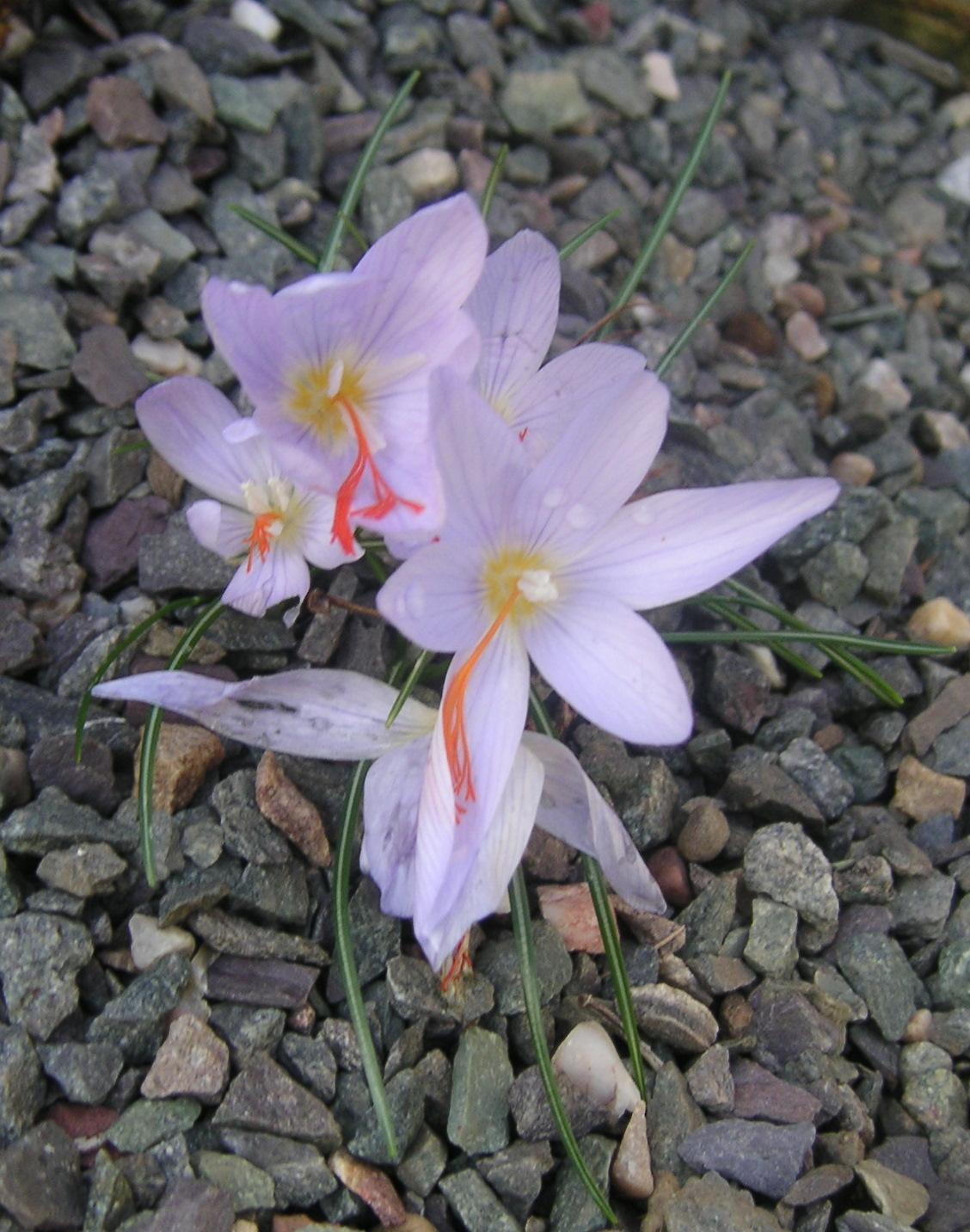